# کشیش

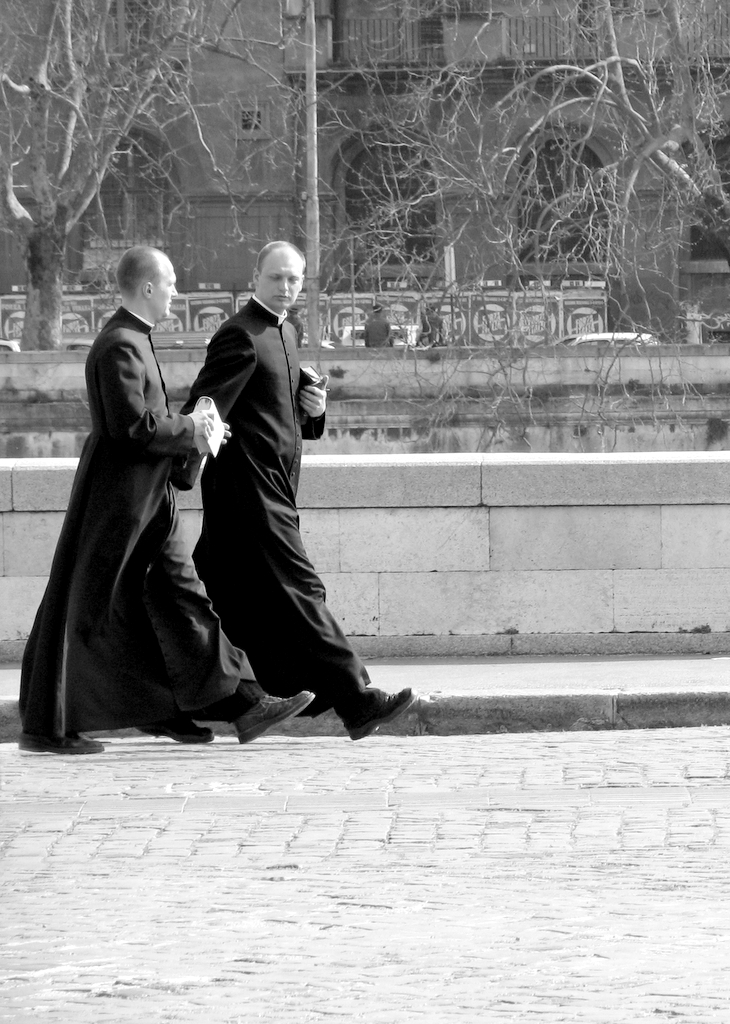
کشیشان کاتولیک در رم، ایتالیا، ۲۰۰۵ میلادی

نماد کشیش

کِشیش یا پدر روحانی یا راهِب (به انگلیسی: Priest)  یک رهبر مذهبی است که مجاز به انجام آیین‌های مقدس یک دین است، به‌ویژه به‌عنوان واسطه‌ای بین انسان‌ها و یک یا چند خدایان. آن‌ها همچنین اختیار یا قدرت اجرای مناسک مذهبی را دارند؛ به‌ویژه آیین‌های قربانی و نیایش به یک یا چند خدا. 
دفتر یا موقعیت آن‌ها «کشیشی» نامیده می‌شود، اصطلاحی که ممکن است به‌طور جمعی برای چنین افرادی نیز به کار رود. یک کشیش ممکن است وظیفه شنیدن اعترافات به‌صورت دوره‌ای، ارائه مشاوره ازدواج، مشاوره پیش از ازدواج، راهنمایی معنوی، آموزش تعلیمات دینی یا ملاقات با افراد بستری در بیمارستان‌ها و خانه‌های سالمندان را بر عهده داشته باشد.

## واژه‌شناسی
واژهٔ کشیش در زبان پارسی از واژهٔ آرامی «قشیشه» به معنی «پیر» گرفته شده‌است. واژگان قس و قسیس در زبان عربی نیز برگرفته از همین «قشیشه» هستند.

### تعریف کشیش
1. پیشوای دین نصرانیان، روحانی مسیحی:

| کشیشان را کشش بینی و کوشش |  | به تعلیم چو من قِسّیسِ دانا |

خاقانی
1. پیشوای دینی (بجز اسلام)[۳]

## ردهٔ کشیش و وظایفش
در کلیسای کاتولیک رومی و در کلیساهای رسولی مثل کلیسای ارامنه، آشوری، ارتدکس و اسقفی به مردی که به مدت ۶ تا ۷ سال دوران حوزوی مسیحی را گذرانده باشد یا زیر نظر یک اسقف دوران دانشگاهی فلسفه و الهیات را در یکی از دانشگاه‌های معتبر به اتمام رسانده باشد و توسط یک اسقف دست گذاری شده باشد، کشیش گفته می‌شود. پس از این دورهٔ آموزشی، فرد کشیش شده اجازهٔ برگزاری آیین‌های دینی و موعظه را دریافت می‌کند.
در بین ایرانیان مقیم خارج از کشور تعداد محدودی به اشتباه شبانان کلیساهای پروتستان را کشیش می‌نامند. در حالی که آن‌ها را شبان یا واعظ -که به انگلیسی pastor, preacher است- باید نامید؛ زیرا دارای کهانت به معنای سنت مسیحی نیستند.
معادل یک کشیش در اسلام آخوند یا طلبه و در یهودیت خاخام نامیده می‌شود و در ایران باستان هم مغ یا موبد نامیده می‌شده‌است
از وظایف مهم هر کشیش اجرای آیین‌های قربانی مقدس یا عشای ربانی است.

## آیین دست گذاری
کشیش باید دارای نسب‌نامه دست گذاری باشد تا بتواند دست گذاری شدنش را از طریق اسقفی که او را دست گذاری کرده به مسیح به عنوان کاهن اعظم متصل کند.

## کشیش در سینما
گویا پیش فرض بر این است که کشیش باید پدری مهربان، ازخودگذشته، پاک، خداشناس، شکیبا باشد؛ که ویژگی‌های نیک دیگری نیز می‌توان به این فهرست افزود. اگرچه کشیش در سینما گاهی به عنوان فردی فداکار (و رهایی‌بخش چون مسیح) و از خود گذشته نمایش داده می‌شود؛ ولی گاه نیز تنها ردایی از کشیش می‌بینیم که بر تن نااهلی است. مانند رابرت دنیرو و شان پن در نقش دو تبهکاری که در ما فرشته نیستیم (We are not Angles) می‌بینیم؛ یا ایوان مک گرگور در فرشتگان و دیوها (Angels and Demons)؛ آن دو بدنبال راه گریزی برای رهایی و شاید هم بتوان گفت رستگاری سر از ردای کشیشی برآورده‌اند و این یکی در نقش یک کشیش فرورفته و همهٔ زیر و بم تار و پود زندگی خود را با آن پیوسته‌است؛ تا جاییکه در نقشه‌ای از پیش ساخته و پرداخته، با فداکاریی ساختگی تن به معراج گونه‌ای ساختگی می‌دهد و با درآوردن ادای مسیح، شهری و بلکه باید بتوان گفت تمدنی را نجات می‌بخشد و راه صد ساله را یک‌شبه سپری می‌کند و می‌شود قهرمان دل‌ها و بزرگ کشیشان و به جایگاه پاپی می‌رسد. آن دو پس از رستگاری ردا را به کناری خواهند انداخت و این یکی می‌خواهد برای همیشه گرگی در رخت میش بماند. پدر مرین هم (در جن‌گیر ویلیام فریدکین) در زیر تازیانهٔ وسوسه و کفرگویی‌های اهریمن تاب می‌آورد تا جان پاک دوشیزه‌ای بی‌گناه را از دام پلید او رهایی بخشد.
کشیش در فیلم‌ها به عنوان فردی روحانی که واسطه‌ای میان انسان و خدا محسوب می‌شود، همواره نشانه‌ای از دین مسیحیت و کلیسا بکار رفته‌است؛ بنابراین در کمتر فیلمی می‌بینیم که با کشیش فقط به عنوان یک شخصیت مانند شخصیت‌های دیگر برخورد شود، بلکه همیشه مسائل فرامتنی پیرامون کشیش در دنیای واقعی در فیلم‌ها نیز مورد توجه بوده‌است. وقتی بر حضور شخصیت کشیش در مهم‌ترین فیلم‌هایی که به آن پرداخته‌اند، مروری می‌کنیم، می‌بینیم که چطور فیلم‌سازان مختلف از دل داستانی مرتبط به یک کشیش مهم‌ترین مفاهیم و آموزه‌های دینی، پرسش‌های هستی شناختی، بحران‌های بشری و چالش‌های دنیای معاصر را مطرح می‌کنند و به یک بازنگری عمیق و خوانش تازه از رویکرد دینی از آغاز تاکنون دست می‌یابند.

### کشیش‌هایی که در سینما اعتراف کردند
- پدر آبسالون: از کنار کشیشی می‌آیم که مرگ آرامی داشت، اما وقتی به همه کسانی که موقع مرگ کنارشان بوده‌ام فکر می‌کنم، چیزی جز گناه نمی‌یابم؛ گناهی پنهانی … .(روز خشم، کارل تئودور درایر)
- پدر توماس: چرا خدا سکوت کرده‌است؟ (نور زمستانی، اینگمار برگمان)
- کشیش جوان: انگار خداوند ناگهان از زبان دوست کشیشم حرف‌هایش را به من زد و من احساس کردم که زندانی رنج و اندوه مقدسی شده‌ام. (خاطرات کشیش روستا، روبر برسون)
- پدر لوگان: من هیچ وقت به کشیش بودن به عنوان راهی برای فرار کردن و مخفی شدن نگاه نکردم. (اعتراف می‌کنم، آلفرد جوزف هیچکاک)
- لیون مورن: وقتی عاشق می‌شوی، بدون دلیل عشق می‌ورزی. ایمان داشتن هم همین‌طور است. (لئون مورن کشیش، ژان پیر ملویل)
- پدر جورج: خطری که خنده و شادی دارد، این است که ترس را از بین می‌برد و بدون ترس، ایمانی وجود ندارد. (نام گل سرخ، ژان ژاک آنو)
- پدر مرین: هدف شیطان این است که ما را مأیوس کند تا این حقیقت را رد کنیم که خدا ما را دوست دارد. (جن‌گیر، ویلیام فریدکین)
- پاپ بزرگ: من انتخاب شدم، اما این موضوع به جای این که به من قدرت بدهد مرا خرد و ضعیف کرد. راهنمایی که شما نیاز دارید من نیستم. (ما یک پاپ داریم، نانی مورتی)
- پدر فلین: شک می‌تواند به قدرتمندی ایمان باشد … .(شک، جان پاتریک شانلی)[۵]